# Ciro Gálvez
Ciro Alfredo Gálvez Herrera (Surcubamba, 16 de enero de 1949) es un abogado, notario, escritor, docente, compositor y político peruano. Fue ministro de Cultura del Perú en el gobierno de Pedro Castillo desde el 29 de julio hasta el 6 de octubre de 2021. Como candidato del partido Renacimiento Andino se presentó sin éxito a las elecciones presidenciales peruanas de 2001 y 2006. Años más tarde, representando a RUNA, fue nuevamente candidato en las elecciones generales de 2021.

## Biografía
Gálvez nació el 16 de enero de 1949 en Surcubamba en la provincia de Tayacaja en la región Huancavelica. Hijo de Aníbal Gálvez y Felícita Herrera, lleva más de 40 años viviendo en Huancayo. Estudió su secundaria en la Gran Unidad Escolar Santa Isabel, colegio emblemático de la ciudad huancaína. Durante su adolescencia fue agricultor y lavador de platos cuando llegó a Lima para estudiar.
Ciro Gálvez estudió Derecho en la Universidad Nacional Mayor de San Marcos en Lima y se graduó como abogado. Estudió también quechua en el Instituto INSUC (Instituto Superior de Quechua) en Lima y tiene un magíster en Antropología Jurídica por la Universidad Nacional del Centro del Perú (UNC) en Huancayo. Abrió una notaría en Huancayo.
Fue decano del Colegio de Notarios de Junín, profesor de quechua y asesor jurídico de varias empresas. Es miembro vitalicio de la Red Interamericana de Leyes de Abogados y ex profesor de Derechos Civiles en la Universidad Peruana Los Andes.

## Carrera artística
Ciro Gálvez ha compuesto varias canciones en idioma quechua. Algunas de ellas son: Kutisaq / Volveré, Pim wañuchiwachkanchik / Quién nos está matando e Iskay pishtaku chawpimpi / Entre dos fuegos. Estos fueron publicados por su sello discográfico 1238824 Records DK, donde ha publicado canciones de huayno. Algunos de sus videoclips han llegado a tener muchas visitas en la plataforma Facebook.

## Carrera intelectual y literaria
Gálvez ha publicado varios libros de derecho, además de un poemario en 2008 titulado Runa Harawikuna. El 26 de julio de 2019, en la 24ª edición de la Feria Internacional del Libro de Lima, presentó el libro Teoría del Renacimiento Andino.

## Carrera política

### Candidato presidencial
En 1992, Ciro Gálvez fundó el partido político Renacimiento Andino. Se postuló sin éxito a la presidencia en las elecciones generales de Perú de 2001 quedando en sexto puesto con el 0,81% de los votos y se postuló como candidato presidencial de Renacimiento Andino para las elecciones generales de Perú de 2006. El 7 de abril de 2006, dos días antes de las elecciones, se retiró de la contienda de manera extraoficial, expresando su apoyo a la candidatura de Lourdes Flores, pero no presentó una renuncia formal y no afectó la votación. Recibió el 0,19% de los votos, quedando en el puesto 15 de la contienda electoral.
Intentó sin éxito postularse al Gobierno Regional de Huancavelica en las elecciones regionales de 2002 (segundo con 17,84%) y 2006 (octavo con 4,83%).
El 15 de junio de 2013 refundó su partido Renacimiento Andino, cambiándole el nombre a Renacimiento Unido Nacional debido a que querían, según palabras de Gálvez "relanzar el movimiento con un nombre que es más inclusivo". Se postuló como alcalde en las Elecciones municipales de Huancayo de 2014 por el Movimiento Regional Independiente con el Perú, pero no tuvo éxito, quedando en sexto puesto con el 5,87% de los votos.
Se postuló nuevamente para presidente en las Elecciones generales de Perú de 2021 por el partido Renacimiento Unido Nacional, con una plataforma conservadora que se declaró en oposición a los derechos LGBT. Para la elección, su boleta incluyó al ex pastor y empresario Claudio Zolla como su primer compañero de fórmula, debido a un acuerdo político con el Partido Liberal Nuevo Perú, un movimiento libertario liderado por Zolla.
Durante la campaña de 2021, una fuente de su partido informó que fue internado en una clínica tras dar positivo al COVID-19. Tras ello decidió participar en el Debate Electoral en forma virtual, después de que el JNE aceptara su decisión. Durante el debate se convirtió en tendencia nacional en las redes sociales por haber expuesto sus propuestas mayormente en quechua.
En las elecciones de 2021, quedó decimoquinto con 89,376 votos, no pasando a segunda vuelta, mientras que su partido RUNA, perderá su inscripción al no pasar la valla electoral.

### Ministro de Cultura
El 29 de julio de 2021, fue nombrado Ministro de Cultura en el gobierno de Pedro Castillo.
| Predecesor: Alejandro Neyra | Ministro de Cultura del Perú 29 de julio de 2021-6 de octubre de 2021 | Sucesor: Gisela Ortiz |

## Discografía
- CG (2019)

## Libros
- Crítica a la Legislación Nacional Registral (1980)[32]
- Peruanismo revolucionario (1987)[33]
- Ensayos de Renacimiento Andino (1996)[34]
- Predicciones del renacimiento andino (2003)[35]
- Runa Harawikuna (2008)[36]
- Cosmovisión e ideología de la descolonización andinoamazónica (2011)[37]
- Teoría del renacimiento andino (2019)[38]